# Burk
Burk (hornolužickosrbsky  Bórk) je místní část velkého okresního města Budyšín v Horní Lužici v německé spolkové zemi Sasko. Nachází se v zemském okrese Budyšín a má 517 obyvatel.

## Geografie
Burk se nachází severně až severovýchodně (vlastní zástavba) od centra města Budyšín. Většinu území vsi zaujímá Budyšínská vodní nádrž dokončená roku 1975, jež byla vybudována na řece Sprévě. Nejvyšším bodem vsi je Agbott (201 m). Jižním okrajem katastrálního území prochází dálnice A4.

## Historie
Na území vsi se nachází evropsky významné archeologické naleziště dokládající osídlení již od pravěku. První písemná zmínka pochází z roku 1225, kdy je zmiňován jistý Ditmarus miles de Borc. Název sídla pochází ze staroslovanského slova bor, což bylo označení pro borovici či jehličnatý les. V roce 1936 se k obci Burk připojily vsi Malsitz, Nimschütz a Oehna. Celá obec pak byla roku 1973 připojena k Budyšínu, přičemž vsi Malsitz a Nimschütz zanikly následujícího roku kvůli výstavbě Budyšínské vodní nádrže.

## Obyvatelstvo
Vesnice náleží k lužickosrbské oblasti osídlení.